# 小行星2409
小行星2409（2409 Chapman）是一颗绕太阳运转的小行星，为主小行星带小行星。该小行星于1979年10月17日发现。
該小行星以美國天文學家克拉克·R·查普曼命名。

## 轨道参数
小行星2409的轨道半长轴为2.2662285 UA，离心率为0.190。